# Johannes Lycaula
Johannes Lycaula, auch Wolfstall, Wolfsstall (* ?; † 1572 in Soest) war ein evangelischer Theologe und Reformator.

## Leben
Lycaula stammt aus dem Bergischen Land. Genaueres ist über seine Herkunft und seine Anfänge nicht bekannt. Zuerst soll er am Niederrhein und in Köln tätig gewesen sein. Seit 1537 ist er nachweislich in Altena. Dort führte er in dieser Zeit die Reformation ein und heiratete dort. Des Täufertums angeklagt, musste er 1539 Altena verlassen. Er ging nach Solingen und verteidigte von dort aus seinen Altenaer Reformationsversuch in seiner Apologia super eo verbo Domini Matth. 13,52, Solingen 1539.
Sein Standpunkt wird nicht ganz deutlich. Die Gräfin Anna von Waldeck beruft ihn 1544 nach Korbach, wo er eine beachtliche Wirksamkeit entfaltet und 1556 zum Superintendenten von Waldeck ernannt wird. Sein Streit mit Michael Jacobinus über die Notwendigkeit der Taufe führte zu einer Synodalverhandlung, in der beide Partner veranlasst wurden, ihr Amt aufzugeben. Lycaula wurde aber allgemein für einen guten Theologen gehalten. 1562 wurde er daher nach Soest berufen, wo er noch zehn Jahre lang an der Hohnekirche wirken konnte.